# Валютная пара
Валю́тная па́ра (англ. currency pair) — отношение цен двух валют, входящих в данную пару, на валютном рынке.
Данное понятие широко используется на рынке Forex для упрощения торгов, поскольку при покупке одной валюты трейдер всегда продает другую. Первая валюта в паре называется базовой, а вторая — валюта котировки.

## EUR/USD
Цена данной валютной пары показывает, какое количество долларов США (USD) можно приобрести за 1 единую европейскую валюту (EUR).
Открывая ордер «buy», трейдер приобретает EUR, расплачиваясь при этом USD. При фиксировании прибыли совершается обратная операция — покупка USD за EUR. В данной паре EUR является базовой валютой. Это утверждение верно по отношению ко всем мировым валютам.
Решение, какая валюта является базовой, а какая — валютой котировки, принимается Международной организацией по стандартизации (ISO). ISO также определяет коды валют и их порядок в каждой валютной паре.